# Venturia valelaminata
Venturia valelaminata är en stekelart som beskrevs av Maheshwary 1977. Venturia valelaminata ingår i släktet Venturia och familjen brokparasitsteklar. Inga underarter finns listade i Catalogue of Life.